# Synagoga Anchei Chail w Chrzanowie
Synagoga Anchei Chail w Chrzanowie, zwana Małą – nieistniejąca synagoga, która znajdowała się w Chrzanowie na rogu ulic Sądowej i Jagiellońskiej.
Synagoga została zbudowana w 1908 roku z inicjatywy żydowskich weteranów wojennych, na czele których stał Szymon Biederman. On również uzyskał zezwolenie na budowę synagogi. Synagoga została rozebrana po wojnie, a na tym miejscu utworzono parking.
Murowany budynek synagogi wzniesiono na planie prostokąta. We wnętrzu we wschodniej części znajdowała się główna sala modlitewna, do której wschodziło się przez przedsionek, nad którym na piętrze znajdował się babiniec.